# Stiriodes procida
Stiriodes procida là một loài bướm đêm trong họ Noctuidae.